# Tour dei British and Irish Lions 1977
Nel 1977 i British Lions, selezione di "Rugby a 15" delle isole britanniche visitarono la Nuova Zelanda.
Basata ancora su molti giocatori gallesi, fallisce nel confronto con gli All Blacks, perdendo 3 match su 4.

## Team

### Management
- Manager: G Burrell
- Coach John Dawes )

### Tre quarti
- Phil Bennett (Llanelli ) (Capitano)
- John D Bevan (Aberavon )
- David Burcher (Newport )
- Geoff Evans (Newport )
- Steve Fenwick (Bridgend )
- Mike Gibson (North of Ireland )
- Bruce Hay (Boroughmuir])
- Andy Irvine (Heriot's )
- Arthur Lewis (Università di Cambridge e London Welsh RFC)
- Ian McGeechan (Headingley )
- DW Morgan (Stewart's Melville )
- Elgan Rees (Neath )
- Peter Squires (Harrogate )
- Brynmor Williams (Cardiff )
- J.J. Williams (Llanelli e Galles )

### Avanti
- Bill Beaumont (capt) (Fylde )
- Gordon Brown (West of Scotland )
- Terry Cobner (Pontypool e )
- Fran Cotton (Sale )
- Willie Duggan (Blackrock College )
- Trevor Evans (Swansea RFC )
- Charlie Faulkner (Pontypool RFC )
- Nigel Horton (Moseley )
- Moss Keane (Lansdowne )
- Allan Martin (Aberavon RFC )
- Tony Neary (Broughton Park )
- Phil Orr (Old Wesley )
- Graham Price (Porthcawl )
- Derek Quinnell (Llanelli RFC )
- Jeff Squire (Newport RFC)
- Peter Wheeler (Leicester Tigers )
- Clive Williams (Aberavon RFC )
- Bobby Windsor (Pontypool )

## Bilancio (tra parentesi i test match ufficiali)
- Giocate: 26 (4)
- Vinte: 21 (1)
- Pareggiate: 0 (0)
- Perse: 5 (3)
- Punti fatti 607 (41)
- Punti Subiti 320 (54)

## Risultati
| 18 maggio 1977 | Waiparapa Bush | 13 – 41 | Isole Britanniche XV |  |

| 21 maggio 1977 | Hawke's Bay | 11 – 13 | Isole Britanniche XV |  |

| 25 maggio 1977 | Poverty Bay - East Coast | 6 – 25 | Isole Britanniche XV |  |

| New Plymouth 28 maggio 1977 | Taranaki | 13 – 21 | British Lions XV | Rugby Park |

| 1º giugno 1977 | King Country Wanganui | 9 – 60 | Isole Britanniche XV |  |

| 4 giugno 1977 | Manawatu-Horowhenua | 12 – 18 | Isole Britanniche XV |  |

| 8 giugno 1977 | Otago | 7 – 12 | Isole Britanniche XV |  |

| 11 giugno 1977 | Southland | 12 – 20 | Isole Britanniche XV |  |

| 15 giugno 1977 | Nuova Zelanda Universitaria | 21 – 9 | Isole Britanniche XV |  |

| Wellington (Nuova Zelanda) 18 giugno 1977 | Nuova Zelanda | 16 – 12 | Isole Britanniche | (Athletic Ground) |

| 22 giugno 1977 | South Canterbury-Mid Canterbury- North Otago | 6 – 45 | Isole Britanniche XV |  |

| 25 giugno 1977 | Canterbury | 13 – 14 | Isole Britanniche XV |  |

| 29 giugno 1977 | West Coast Buller | 0 – 45 | Isole Britanniche XV |  |

| 2 luglio 1977 | Wellington | 6 – 13 | Isole Britanniche XV |  |

| 5 luglio 1977 | Marlborough-Nelson | 23 – 40 | Isole Britanniche XV |  |

| Christchurch 9 luglio 1977 | Nuova Zelanda | 9 – 13 | Isole Britanniche |  |

| Auckland 13 luglio 1977 | New Zealand Māori | 19 – 22 | Isole Britanniche XV | (Eden Park) |

| 16 luglio 1977 | Waikato | 13 – 18 | Isole Britanniche XV |  |

| 20 luglio 1977 | New Zealand Junior | 9 – 19 | Isole Britanniche XV |  |

| 23 luglio 1977 | Auckland | 15 – 34 | Isole Britanniche XV |  |

| Dunedin 30 luglio 1977 | Nuova Zelanda | 19 – 7 | Isole Britanniche | (Carisbrook) |

| 3 agosto 1977 | Counties-Thames Valley | 10 – 35 | Isole Britanniche XV |  |

| 6 agosto 1977 | North Auckland | 7 – 18 | Isole Britanniche XV |  |

| 10 agosto 1977 | Bay of Plenty | 16 – 23 | Isole Britanniche XV |  |

| Auckland 13 agosto 1977 | Nuova Zelanda | 10 – 9 | Isole Britanniche | (Eden Park) |

| Suva 20 agosto 1977 | Figi | 25 – 21 | Isole Britanniche XV |  |